# Stranski-Krastanovモード
Stranski-Krastanov Growth Mode（S-K成長モード）は結晶成長において2次元膜構造が3次元的島状構造に変化する事である。
下地結晶と異なる格子定数を持つ材料を成長させる時、その格子不整合度が1.7%以上の時には成長層は歪みを持ち、系全体のエネルギーが大きくなる。成長膜厚を増やすほど系の持つ歪みエネルギーは増大し、ある臨界膜厚を超えたところでS-K成長モードが起こり、膜が島状構造に変化する。
特に分子線エピタキシー法 (MBE) や有機金属気相成長法 (MOCVD, MOVPE) といった結晶成長において量子ドットを始めとする半導体微細構造を作製するのに用いられている。